# Charles M. Rice
Charles Moen Rice (Sacramento, 25 augustus 1952) is een Amerikaanse viroloog die in 2020 de Nobelprijs voor fysiologie of geneeskunde won voor zijn bijdragen aan de ontwikkeling van antivirale medicijnen en vaccins tegen het hepatitis C-virus.

## Loopbaan
Rice studeerde diergeneeskunde aan de Universiteit van Californië. Echter, na een studie aan het Marine Biological Laboratory in Woods Hole, veranderde Rice zijn focus naar de biologie en fundamenteel onderzoek. Aan het California Institute of Technology studeerde hij biochemie in het laboratorium van de Amerikaanse viroloog James Strauss en promoveerde in 1981 op een studie naar RNA-virussen. Na zijn postdoctorale werk aan CalTech vertrok Rice in 1986 samen met zijn onderzoeksgroep naar de Washington University School of Medicine in Saint Louis, waar hij tot 2001 zou aanblijven. Vanaf dat jaar werd hij hoogleraar virologie aan de Rockefeller-universiteit in New York.
Naast zijn universitaire carrière was Rice ook redacteur van Journal of Experimental Medicine (2003-2007), Journal of Virology (2003-2008) en PLoS Pathogens (2005-heden). Daarnaast is hij auteur of co-auteur van meer dan 400 peer-reviewed publicaties.

## Onderzoek
In zijn periode aan CalTech was Rice betrokken in het onderzoek naar het genoom van het Sindbis-virus en het indelen van flavivirussen in een eigen familie van alphavirussen. Met name het werk van Rice om de genetische sequentie van de structurele eiwitten van het Sindbis-virus op te helderen legde de basis voor zijn werk met andere besmettelijke virussen.  Zijn werk omtrent flavivirussen leidde uiteindelijk tot de ontwikkeling van een vaccin tegen gele koorts, een infectieziekte dat door steekmuggen wordt verspreid.
Na zijn onderzoek naar RNA-virussen werkte Rice aan hepatitis C en bouwde voort op het onderzoek van Michael Houghton en Harvey J. Alter. Door hun werk kon vastgesteld worden wie met het virus besmet waren, en kon vervolgens een adeqaute behandeling plaatsvinden. Rice slaagde erin om het virus in het lab in levercellen te vermeerderen, nadat hij het virale genoom verder had weten te karakteriseren.
Hij was ten tijde van de aan hem verstrekte Nobelprijs hoogleraar virologie aan de Rockefeller-universiteit. Hij kreeg de Nobelprijs samen met Michael Houghton en Harvey J. Alter voor het onderzoek naar hepatitis C.

## Erkenning
Voor zijn werk ontving Rice de M.W. Beijerinck Virologie Prijs (2007) van de KNAW, de Robert Koch Prijs (2015) en de Lasker-DeBakey Clinical Medical Research Award (2016; gedeeld met wetenschappers Ralf F.W. Bartenschlager en Michael J. Sofia). Daarnaast werd Rice benoemd tot lid van de American Association for the Advancement of Science (2004) en de National Academy of Sciences (2005).
1901: Behring · 
1902: Ross · 
1903: Finsen · 
1904: Pavlov · 
1905: Koch · 
1906: Golgi, Ramón y Cajal · 
1907: Laveran · 
1908: Mechnikov, Ehrlich · 
1909: Kocher · 
1910: Kossel · 
1911: Gullstrand · 
1912: Carrel · 
1913: Richet ·
1914: Bárány · 
1919: Bordet · 
1920: Krogh · 
1922: Hill, Meyerhof · 
1923: Banting, Macleod · 
1924: Einthoven ·
1926: Fibiger · 
1927: Wagner-Jauregg · 
1928: Nicolle · 
1929: Eijkman, Hopkins · 
1930: Landsteiner · 
1931: Warburg · 
1932: Sherrington, Adrian · 
1933: Morgan · 
1934: Whipple, Minot, Murphy · 
1935: Spemann · 
1936: Dale, Loewi · 
1937: Szent-Györgyi · 
1938: Heymans · 
1939: Domagk · 
1943: Dam, Doisy · 
1944: Erlanger, Gasser · 
1945: Fleming, Chain, Florey · 
1946: Muller · 
1947: C. Cori, G. Cori, Houssay · 
1948: Müller · 
1949: Hess, Moniz · 
1950: Kendall, Reichstein, Hench · 
1951: Theiler · 
1952: Waksman · 
1953: Krebs,Lipmann ·
1954: Enders, Weller, Robbins · 
1955: Theorell · 
1956: Cournand, Forssmann, Richards · 
1957: Bovet · 
1958: Beadle, Tatum, Lederberg · 
1959: Ochoa, Kornberg · 
1960: Burnet, Medawar · 
1961: Békésy · 
1962: Crick, Watson, Wilkins · 
1963: Eccles, Hodgkin, Huxley · 
1964: Bloch, Lynen · 
1965: Jacob, Lwoff, Monod · 
1966: Rous, Huggins · 
1967: Granit, Hartline, Wald · 
1968: Holley, Khorana, Nirenberg · 
1969: Delbrück, Hershey, Luria · 
1970: Katz, Euler, Axelrod · 
1971: Sutherland · 
1972: Edelman, Porter · 
1973: Frisch, Lorenz, Tinbergen · 
1974: Claude, De Duve, Palade · 
1975: Baltimore, Dulbecco, Temin ·
1976: Blumberg, Gajdusek · 
1977: Guillemin, Schally, Yalow · 
1978: Arber, Nathans, Smith · 
1979: Cormack, Hounsfield · 
1980: Benacerraf, Dausset, Snell · 
1981: Sperry, Hubel, Wiesel · 
1982: Bergström, Samuelsson, Vane · 
1983: McClintock · 
1984: Jerne, Köhler, Milstein · 
1985: Brown, Goldstein · 
1986: Cohen, Levi-Montalcini · 
1987: Tonegawa · 
1988: Black, Elion, Hitchings · 
1989: Bishop, Varmus · 
1990: Murray, Thomas · 
1991: Neher, Sakmann · 
1992: Fischer, Krebs · 
1993: Roberts, Sharp · 
1994: Gilman, Rodbell · 
1995: Lewis, Nüsslein-Volhard, Wieschaus · 
1996: Doherty, Zinkernagel · 
1997: Prusiner · 
1998: Furchgott, Ignarro, Murad · 
1999: Blobel · 
2000: Carlsson, Greengard, Kandel ·
2001: Hartwell, Hunt, Nurse · 
2002: Brenner, Horvitz, Sulston · 
2003: Lauterbur, Mansfield · 
2004: Axel, Buck · 
2005: Marshall, Warren ·
2006: Fire, Mello ·
2007: Capecchi, Smithies, Evans ·
2008: Zur Hausen, Barré–Sinoussi, Montagnier ·
2009: Blackburn, Greider, Szostak ·
2010: Edwards ·
2011: Beutler, Hoffmann, Steinman ·
2012: Gurdon, Yamanaka ·
2013: Rothman, Schekman, Südhof ·
2014: O'Keefe, Moser, Moser ·
2015: Campbell, Omura, Tu ·
2016: Osumi ·
2017: Hall, Rosbash, Young ·
2018: Allison, Honjo ·
2019: Kaelin, Ratcliffe, Semenza ·
2020: Alter, Houghton, Rice ·
2021: Julius, Patapoutian ·
2022: Pääbo ·
2023: Karikó, Weissman ·
2024: Ambros, Ruvkun
- Bibsys: 99058104
- Bibliothèque nationale de France: cb135982672 (data)
- Gemeinsame Normdatei: 1148782621
- International Standard Name Identifier: 0000 0000 5336 8977
- Library of Congress Control Number: nr99038535
- Nationale Bibliotheek van Israël: 987007455193705171
- ORCID: 0000-0003-3087-8079
- Système universitaire de documentation: 079178650
- Virtual International Authority File: 59255236
- WorldCat: E39PBJbGXqdv7YYc6bPKxcxhpP